# 私の知らないわたしの素顔
『私の知らないわたしの素顔』（わたしのしらないわたしのすがお、Celle que vous croyez）は2019年のフランス・ベルギーの恋愛サスペンス映画。
監督はサフィ・ネブー、出演はジュリエット・ビノシュとフランソワ・シヴィルなど。
24歳の若き美女になりすましてSNSを始めた、50代の女性大学教授を待ち受ける運命を描いた心理サスペンス。
原作はカミーユ・ロランスの2016年の小説『Celle que vous croyez』。
2019年2月に開催された第69回ベルリン国際映画祭のスペシャルガラに出品された。

## ストーリー
50代の大学教授クレールは精神分析医ボーマンのカウンセリングを受けることになり、これまでの経緯を語り始める。
クレールは年下の恋人リュドに捨てられたことをきっかけに24歳のクララとしてSNSアカウントを作ると、リュドの友人であるアレックスに近づく。2人はネット上だけの関係ながら、すぐに恋に落ち、直接会いたいとの想いは激しく募っていく。しかし、当然ながら会うことができないクレールは同棲中の恋人と結婚するとして一方的にアレックスに別れを告げる。一方、クレールはクララの写真として、はじめのうちはネット上で適当に拾ったものを使ったとボーマンに語っていたが、実は姪のカティアの写真であり、彼女は両親を亡くした後、クレールと元夫のジルが実の娘のように育てていた女性だったことが明かされる。
それからしばらくして、アレックスを忘れられないクレールは彼に連絡を取ろうとするが、既にアカウントは削除されていた。そこでリュドに会い、さりげなくアレックスの近況を尋ねると、アレックスは失恋のショックで自殺したのだと知らされる。このショックからクレールはカウンセリングを受けることになったのである。そして、クレールは自らの治療のためにアレックスとの関係を小説にまとめる。しかし、クレールが書いた小説では、クララとしてアレックスに別れを告げた後、クレールは偶然を装ってアレックスに近づき、それをきっかけに2人は恋に落ちて幸せな日々を過ごすことになっている。ところが、秘密を抱えていることに耐えられなくなったクレールが、自分がクララだったことにアレックスが気付くようにしむけると、ショックを受けたアレックスの目の前で車にはねられて亡くなる結末となっていた。
何故このような悲劇的な結末にしたのかとボーマンに尋ねられたクレールは、クララの容姿として使った姪のカティアが、夫ジルと愛し合うようになったことをきっかけに離婚したことを告白する。精神的なショックから現実を直視できなくなったクレールはクララの美しさと若さに嫉妬し、それ故に彼女の容姿を利用したのである。
ボーマンはリュドに会いにいく。リュドはアレックスから聞かされたクララの声でクララがクレールであることに気づいていたのだが、彼女がタチの悪いいたずらをしているのだと思い、アレックスを深く傷つけた彼女にアレックスが失恋のショックで亡くなったと嘘をついたのだと告白する。アレックスが既に結婚し、娘が産まれたことを聞いたボーマンは、その事実を入院中のクレールに知らせる。しばらくして、別れを告げに来たボーマンに、クレールはどんな可能性もあると希望が持てるようになり、結末は1つではないと原稿を書き直していることを報告する。そして笑みを浮かべながら電話をかける。

## キャスト
- クレール・ミヨー: ジュリエット・ビノシュ - 大学教授。離婚経験あり。
- アレックス: フランソワ・シヴィル - 若い写真家。
- カトリーヌ･ボーマン医師: ニコール・ガルシア - クレールを担当することになった精神分析医。
- カティア: マリー＝アンジュ・カスタ（フランス語版） - クレールの姪（兄の娘）。
- リュド: ギヨーム・グイ（フランス語版） - クレールの若い恋人。アレックスの友人。
- マックス: ジュール・ウプラン（フランス語版） - クレールの長男。
- トリスタン: ジュール・ゴズラン - クレールの次男。
- ジル: シャルル・ベルラン - クレールの元夫。
- ソランジュ: クロード・ペロン

## 製作
2018年3月からパリで撮影が始まることが2017年9月に発表された。

## 作品の評価
アロシネによれば、フランスの23のメディアによる評価の平均点は5点満点中3.4点である。
Rotten Tomatoesによれば、批評家の一致した見解は「『私の知らないわたしの素顔』のプロットは理解できない観客もいるだろうが、その物語のもつれはジュリエット・ビノシュの支配的な演技によって相殺されて余りある。」であり、39件の評論のうち高評価は82%にあたる32件で、平均点は10点満点中6.8点となっている。